# Jean-Paul Chapel
Pour les articles homonymes, voir Chapel.
 (novembre 2022).
Jean-Paul Chapel (né le 5 avril 1962) est un journaliste spécialisé dans l'actualité économique pour les journaux télévisés de France 2.

## Biographie

### Débuts
En 1992, il rejoint la chaine de France Télévisions, France 3.

### France 2
De 1998 à 2002 il est à la tête du service économie de France 2.
Par la suite, il rejoint la matinale de Télématin ou il présente l'émission les 4V. Il y reçoit différentes personnalités de la vie politique et économique du moment. Parmi ses invités ont y retrouve l'ancien PDG de de Renault Carlos Ghosn, Matthieu Ricard , Christine Lagarde. 
Spécialiste des questions européennes sur France 2, à partir de 2005, il est envoyé spécial permanent auprès des institutions européennes. Il devient chef du bureau de Bruxelles de France 2.
Il est aussi grand reporter au service économie chargé de la mondialisation. Il « couvre » les sommets du G20 à Washington, Londres, Pittsburgh, Toronto et Séoul.

### L'éco sur France info - 2016 - 2022
Les matins, du lundi au jeudi, Jean-Paul Chapel accueillait une personnalité, chef(fe) d'entreprise ou plus largement des acteurs du monde politique et économique,.

### Chronique économique - JT 20h de France 2
Jean-Paul Chapel intervient ponctuellement sur les sujets économiques de l'actualité. Au cours d'échanges avec la journaliste Anne-Sophie Lapix, il décrypte les changements de l'activité économique française,.

## Activités annexes
En plus de ses activités journalistiques, Jean-Paul Chapel intervient lors de différentes évènements orientés vers l'économie.
- JECO - Les Journées de l'Economie : elles se déroulent tous les ans à Lyon, Jean-Paul Chapel y organise des débats et discussions[10].
- IHEE - L'Institut des Hautes Etudes de l'Entreprise
- Rencontres Economiques d'Aix-en-Provence -  Le Cercle des économistes[11]
- AJEF - Association des Journalistes Economiques et Financiers